# Чарльз Тіллі
Чарльз Тіллі (англ. Charles Tilly; 20 травня 1929 — 29 квітня 2008) — американський соціолог, політолог та історик. Автор книг про політику і суспільство, зокрема, про суспільні рухи і формування національних держав в умовах раннього капіталізму. Він був професором історії, соціології та соціальних наук в Мічиганському університеті з 1969 по 1984 рік, перш ніж стати професором соціальних наук Джозефа Л. Баттенвізера в Колумбійському університеті.
Його описали як «батька—засновника соціології XXI століття» і «один з найвидатніших соціологів та істориків світу», оскільки його «вченість була неперевершеною, його людяність вищого порядку, дух непохитний». Після його смерті на його честь з'явилися численні спеціальні журнали, конференції, нагороди та некрологи. Він був впливовим прихильником масштабних історичних соціальних досліджень. Назва книги Тіллі 1984 р. «Великі структури, великі процеси, величезні порівняння» характерна для його особливого підходу до досліджень соціальних наук.

## Особисте життя та освіта
Чарльз Тіллі народився 20 травня 1929 р. у місті Ломбард, штат Іллінойс, недалеко від Чикаго. Батько був простим клерком. Чарльз був найстаршим із 5 дітей у сім'ї (всі здобули спеціальну або вищу освіту). Закінчив середню школу Елмхерста, після якої закінчив Гарвардський університет у 1950 році, отримавши ступінь бакалавра мистецтв. Під час війни в Кореї він служив у ВМС США скарбником ескадрильди—амфібії. Тіллі закінчив здобув ступінь доктора філософії та соціології в Гарварді в 1958 р.
У коледжі захоплювався поезією. Не любив історію і спочатку не думав стати соціологом. Але коли він записався на курси Джорджа Хоманса, його ставлення до соціології змінилося. Підпрацьовував нічним сторожем, лаборантом, підсобним робітником.
Бувши в Гарварді, він був студентом кафедри соціальних відносин під час «Гарвардської революції» з аналізу соціальних мереж. За словами доктора Віктора Лі Берка, однин з аспірантів Тіллі в Університеті Мічигану, Тіллі заявив, що він був асистентом викладача Питирима Сорокіна, який, нарівні з Талкоттом Парсонсом та Джорджем К. Гомансом, багатьма вважався одним із провідних соціологів світу. За словами Тіллі, Сорокін, як відомо, дзвонив йому рано вранці та казав з чітко вираженим російським акцентом: «Містере Тіллі, ви сьогодні повинні викладати мій клас», а потім клав слухавку, залишаючи Тіллі в паніці. Тіллі викладав у класі, не маючи жодного уявлення про те, що задумав Сорокін на день. Тіллі хотів, щоб Сорокін був науковим керівником його дисертації, але кожного разу, коли Сорокін чув ідеї Тіллі, він говорив щось на кшталт «Дуже цікаво містер Тіллі, але я думаю, Платон казав це краще». Тіллі не пройшов попередній іспит у Гарварді, бо забув, на котру годину він мав презентувати, і не з'явився. Врешті—решт він звернувся до Баррінгтона Мура та Джорджа Гоманса для керівництва його дисертацією, але Тіллі ніколи не пропускав сказати, що Питирим Олександрович Сорокін був великою людиною. Хоча Тіллі відкинув теорію обміну, він вважав Гоманса, одного з творців теорії обміну, одним з найкращих письменників в історії соціології. Тіллі зазначив слухачам в Американській соціологічній асоціації, де він приймав свою «Почесну стипендію» (він завжди називав її премією Сорокіна для своїх студентів оригінальною назвою), що він хотів, щоб Джордж Хоманс був живий, щоб віддячити йому.
Чарльз Тіллі помер у Бронксі 29 квітня 2008 року від лімфоми. Коли він помирав у лікарні, він сказав одне характерне речення: «Це складна ситуація». У заяві після смерті Тіллі президент Колумбійського університету Лі К. Боллінгер заявив, що Тіллі «буквально написав книгу про суперечливу динаміку та етнографічні основи політичної історії». Адам Ашфорт з Мічиганського університету описав Тіллі як «батька—засновника соціології XXI століття».
Чарльз Тіллі був братом Річарда Х. Тіллі та чоловіком Луїзи А. Тіллі, хоча вони були розлучені на момент смерті Чарльза. Обидва — видатні історики.

## Академічна кар'єра
Чарльз Тіллі викладав в університетах Делавера, Гарвардському, Торонто, Мічигану і в Новій школі соціальних досліджень. У Колумбійському університеті був професором соціології імені Джозефа Л. Баттенвайзера (англ. Joseph L. Buttenwieser Professor of Social Science). За свою кар'єру Тілі написав понад 600 статей, 51 книгу і монографію.
Був почесним членом Національної академії наук США, Американської академії мистецтв і наук, Американського філософського товариства, Соціально—Дослідницької організації (National Research Association) і Ордену Академічних пальм.

## Наукова діяльність
Наукова діяльність Тіллі зачіпає безліч тем у соціальних науках, і впливала на наукові дисципліни за межами соціології, включаючи історію та політичні науки. Він зіграв значну роль у розвитку історичної соціології, вплинув на розвиток обчислювальних методів в історичному аналізі. Його вважають головною фігурою в розвитку історичної соціології, ранньому використанні кількісних методів в історичному аналізі, методології каталогізації подій, повороті до реляційних та соціально-мережевих способів дослідження, розробці процесів та механізмів аналіз, а також вивчення: суперечливої політики, суспільних рухів, історії праці, державотворення, революцій, демократизації, нерівності та міської соціології.

### Державотворення
Див. також: Теорія виникнення держави
Досліджуючи політичні, соціальні та технологічні зміни в Європі від Середньовіччя до сучасності, Тіллі намагався пояснити безпрецедентний успіх національної держави як домінантного типу державного устрою на Землі у своїй книзі «Примус, капітал та європейські держави» 1990 р..
Тіллі зосередив свою увагу на Європі після занепаду Римської імперії. У цей період державна організація мала переважно неформальний характер і працювала місцева влада, яка контролювала відносно невеликі території. Селяни відмовлялися від доходів, щоб скористатися безпекою та захистом, які пропонував могутній місцевий пан. З часом ці феодальні землі консолідувались і вимагали більших армій, щоб забезпечити захист як від внутрішніх, так і від зовнішніх загроз. Більші армії виявилися ефективнішими, і згодом для оплати цих армій було потрібно більше грошей. Феодальні землі продовжували розвиватися та об'єднуватися у більші королівства, якими правили королі. Тоді королі вимагали грошей у вигляді податків. Щоб запровадити ці податки, їм потрібен протокол для підрахунку та примусового стягнення, тому вони створили офіційні державні установи. Тіллі стверджує, що держави здійснюють наступні чотири види діяльності:
1. Проведення війни: Акт усунення суперників або потенційних зовнішніх загроз за межами власної території.
2. Державотворення: Акт про ліквідацію внутрішніх конкурентних сил та повстанців із власної території.
3. Захист: Акт усунення потенційних загроз для їх населення.
4. Видобуток: Акт забезпечення засобів для здійснення попередніх трьох видів діяльності, таких як збір податків або доходів.

Ці чотири види діяльності можуть набувати різних форм, і Тіллі була зацікавлена у дослідженні цієї діяльності через приціл організованого насильства, стверджуючи, що ця діяльність є аналогом захисних ракет, що проводяться організованими злочинними організаціями. Це включає хижацьку теорію державного будівництва.

### Змагальна політика
Див. також: Змагальна політика
На противагу індивідуалістичному, диспозиційному аналізу суперечливої політики, робота Тіллі підкреслює, як динаміка соціального протесту пов'язана з їхнім політичним, соціальним та економічним контекстом. Там, де попередні дослідження колективного насильства аргументували їх нетиповий характер, Тіллі накопичив безліч доказів, щоб продемонструвати, що вони, як правило, виникають внаслідок організації політичних конфліктів, що не мають насильства.
Робота Тіллі мав значний вплив на вивчення суспільних рухів. Як не дивно, Чарльз Тіллі спочатку не хотів боротися з громадськими рухами. «Я уникав писати про суспільні рухи близько двадцяти років, бо відчував, що цей термін став набряклим і неточним», — сказав він в інтерв'ю 2007 року. «Феномен громадського руху виглядав для мене як історично специфічна форма політики, паралельна виборчій кампанії та колективному вилученню їжі, а не універсальна категорія людських дій».
Ідея розміщення народження суспільного руху в певний час і місце спала на думку Тіллі, коли він писав свою проривну роботу з трансформації британської популярної політики, Popular Contention у Великій Британії, 1758–1834. У процесі збору та аналізу 8088 спірних зборів, які лягли в основу книги, Тіллі зауважив, що одна важлива зміна в тому, як звичайні люди висувають колективні претензії до державних органів, виявилася винаходом того, що ми зараз називаємо громадський рух. "Я не міг не бачити, що у Великій Британії, принаймні, суспільні рухи не існували в середині 18 століття, але стали домінантною формою популярної політики до 1830-х років. Це почало мене писати про історію соціальних рухів, спочатку в Західній Європі, а потім нарешті у всьому світі ".
Замість того, щоб визначити всі форми соціального протесту як суспільні рухи, Тіллі використовує більш вузьке визначення. Концептуально він стверджує, що суспільні рухи поділяють деякі елементи з іншими формами політичних суперечок, такими як перевороти, виборчі кампанії, страйки, революції та політика груп інтересів, але мають свої чіткі характеристики. Він стверджує, що суспільні рух розвинувся на Заході після 1750 р. І поширився по всьому світу завдяки колоніалізму, торгівлі та міграції. Місцеве населення частіше експериментує з громадським рухом з демократизацією, а в разі успіху частіше включає його у свої політичні змагання.
Тіллі стверджує, що соуспільні рухи поєднують:
1. Постійні, організовані громадські зусилля, спрямовані на колективні претензії до цільової аудиторії: назвемо це кампанією;
2. Застосування комбінацій серед наступних форм політичних дій: створення асоціацій та коаліцій спеціального призначення, публічних мітингів, урочистих ходів, чувань, мітингів, демонстрацій, заяв про подання петицій, заяв до та в публічних ЗМІ та памфлетування; назвати варіативний ансамбль вистав соціально-рухомим репертуаром.
3. Узгоджене публічне представлення учасниками вартості, єдності, чисельності та прихильності (WUNC) з боку себе та / або своїх виборчих округів: називайте їх дисплеями WUNC.[21] Кампанія завжди пов'язує принаймні три сторони: групу заявників, певний об'єкт (и) претензій та громадськість якогось роду. Репертуари соціальних рухів — це специфічні для контексту стандартні операційні процедури соціальних рухів, такі як: публічні мітинги, урочисті ходи, чування, мітинги, цільові асоціації та коаліції, демонстрації, акції клопотань та памфлетування. Щодо дисплеїв WUNC, Тіллі пише: «Термін WUNC звучить дивно, але він представляє щось цілком звичне».[21] Виявлення гідності соціальних рухів може включати тверезу поведінку та присутність духовенства та матерів з дітьми; про єдність сигналізують відповідні банери, спів та співи; цифри транслюються через підписи на петиціях та заповнення вулиць; а прихильність рекламується за рахунок поганої погоди, показних жертв та / або видимої участі старих та інвалідів. WUNC має значення, оскільки вона передає найважливіші політичні послання цілям громадського руху та відповідній громадськості.

Тіллі розрізняє три види вимог, висунутих суспільними рухами:
1. Позови про особистість заявляють, що «ми» — заявники — являємо собою єдину силу, з якою слід рахуватися. Такі претензії зазвичай містять назву «ми», наприклад «Черокі», «Різаки алмазів» або «Громадяни, об'єднані проти Х».
2. Постійні претензії підтверджують зв'язки та схожість з іншими політичними суб'єктами, наприклад, як виключені меншини, усталені торговці, належним чином створені групи громадян або віддані прихильники режиму.
3. Програмні претензії передбачають заявлену підтримку або протидію фактичним або пропонованим діям з боку об'єктів руху. Відносна яскравість заяв про особистість, статус і програми суттєво різниться між соціальними рухами, серед заявників у межах руху та між фазами руху.[21] Тіллі визначає походження репертуарів соціального руху в національному режимі, в якому вони діють. Визначаючи режими як ступінь державної спроможності та демократії в рамках певної державної влади, Тіллі стверджує, що спірні репертуари формуються режимами трьома способами: режими контролюють репертуари, що пред'являють претензії — визначаючи зони встановленого, терпимого та забороненого репертуарів; режими становлять потенційних заявників та потенційні об'єкти вимог; і режими створюють потоки питань, подій та урядових дій, навколо яких соціальні рухи піднімаються і падають.[22]

Тіллі також стверджує, що між соціальними рухами та демократизацією існує складний взаємозв'язок. Демократизація сприяє формуванню соціальних рухів, але ні в якому разі не всі соціальні рухи виступають і не сприяють демократії. Розрізнення має вирішальне значення. Тіллі застерігав від ілюзії, що соціальні рухи самі сприяють демократії, аналітично відокремлюючи вимоги руху від наслідків руху. Продемократичний рух може призвести до антидемократичних наслідків, стверджував він; прикладом можуть бути ліберали або неоліберали, які в кінцевому рахунку сприяють роздрібненню демократичних коаліцій. І навпаки, антидемократичний рух може сприяти демократичним результатам, стимулюючи демократичні протидії з боку інших громадян або корисні контрзаходи з боку державних службовців; прикладом можуть бути невдалі антиіміграційні рухи.
Однак демократизація завжди сприяє формуванню соціальних рухів, оскільки кожен з її елементів сприяє діяльності соціального руху. Формування демократизацією більш регулярних і категоричних відносин між урядами та суб'єктами робить подання заяв, заснованих на правах, здійсненним, видимим та привабливим. Розширення прав та обов'язків у рамках державної політики сприяє участі в кампаніях, виступах громадського руху та виставках WUNC. Зрівняння прав та обов'язків у рамках державної політики зміцнює коаліції між категоріями та затвердження нових ідентичностей. А посилення обов'язкових консультацій суб'єктів щодо державної політики відкриває перспективу рухів, що набувають певного слова у прийнятті урядових рішень.
Підсумовуючи, соціальні рухи процвітають на захищених правах зборів, об'єднань та колективного голосу, що надаються демократією.

### Міська соціологія
У 1960–1970-ті роки Тіллі вивчав міграцію до міст і була впливовим теоретиком міських явищ та трактуванням громад як соціальних мереж. У 1968 році Тіллі представив свою доповідь про європейське колективне насильство перед Комісією Ейзенхауера — органом, сформованим при адміністрації Джонсона для оцінки міських заворушень серед Руху за громадянські права. Звіт був включений у вип. 1 of Violence in America, збірка, під редакцією науковців співробітників комісії. Як повідомляється в його дослідженнях суперечливої політики в Європі XIX століття та нинішнього насильства в США, його інтерес до міст і громад став тісно пов'язаним з його захопленням вивченням як соціальних рухів, так і колективного насильства.

## Вшанування пам'яті
Тіллі отримав кілька нагород, серед яких премія Common Wealth у соціології в 1982 році, премія Амальфі за соціологію та соціальні науки в 1994 році, нагорода Східного соціологічного товариства за визначну стипендію в 1996 році, премія Американської соціологічної асоціації за кар'єру видатних стипендій у 2005 році, Премія Міжнародної політологічної асоціації «Карл Дойч» у порівняльній політиці в 2006 році, премія пам'ятника «Фі Бета Каппа Сідні Хук» у 2006 році та премія Ради соціальних наук «Альберт О. Гіршман» у 2008 році. Він також отримав почесні доктори Роттердамського університету ім. Institut d'Etudes Politiques Паризького університету в 1993 р., Університет Торонто в 1995 р., Університет Страсбурга в 1996 р., Університет Женеви в 1999 р., Університет Криту в 2002 р., Університет Квебеку в Монреалі в 2004 р. та університет Мічигану в 2007 р. У 2001 році аспіранти соціології Колумбії визнали Тіллі професором року.
Після його смерті Рада з соціальних наук провела конференцію 2008 року, спонсоровану разом з Колумбійським університетом та Інститутом соціальних та економічних досліджень та політики, на його честь: «Святкування життя та творчості Чарльза Тіллі». На цій конференції ДРСР оголосив Фонд Чарльза Тіллі та Луїзи Тіллі з історії суспільних наук. На конференції були виступи відомих соціологів, серед яких: Крейг Калхун, Гаррісон Уайт, Даг МакАдам, Іммануїл Валлерстайн, Вільям Сьюелл (молодший), Джек Голдстоун, Сідні Тарроу, Барі Веллман та Вівіана Зелайзер.
Спеціальний випуск історії суспільних наук за 2010 рік був присвячений (роботі) Чарльза Тіллі, як і спеціальний випуск «Американського соціолога» за 2010 рік.

#### Книжки
- The Vendée: A Sociological Analysis of the Counter-revolution of 1793. (1964)
- From Mobilization to Revolution (1978)
- As Sociology Meets History (1981)
- Big Structures, Large Processes, Huge Comparisons (1984)
- The Contentious French (1986)
- Coercion, Capital, and European States, AD 990—1990 (1990)
- European Revolutions, 1492—1992 (1993)
- Cities and the Rise of States in Europe, A.D. 1000 to 1800 (1994)
- Popular Contention in Great Britain, 1758—1834 (1995)
- Roads from Past to Future (1997)
- Work Under Capitalism (with Chris Tilly, 1998)
- Durable Inequality (1998)
- Transforming Post-Communist Political Economies (1998)
- Dynamics of Contention (with Doug McAdam and Sidney Tarrow) (2001)
- The Politics of Collective Violence (2003)
- Contention & Democracy in Europe, 1650—2000 (2004)
- Social Movements, 1768—2004 (2004)
- From Contentions to Democracy (2005)
- Identities, Boundaries, and Social Ties (2005)
- Trust and Rule (2005)
- Why? (2006)
- Oxford Handbook of Contextual Political Analysis (2006)
- Contentious Politics (with Sidney Tarrow) (2006)
- Regimes and Repertoires (2006)
- Democracy (2007)
- Credit and Blame (2008)
- Contentious Performances (2008)